# Tunes of Wacken
Tunes of Wacken – pierwszy w historii heavymetalowej grupy Grave Digger album koncertowy. Zarejestrowany został w czasie festiwalu Wacken Open Air w 2001 roku. Dostępny zarówno jako wydawnictwo CD, jak i DVD.

## Lista utworów
1. Intro – 2:19
2. Scotland United – 4:47
3. The Dark of the Sun – 4:27
4. The Reaper – 4:36
5. The Round Table (Forever) – 4:19
6. Excalibur – 5:28
7. Circle of Witches – 6:14
8. The Ballad of Mary (Queen of Scots) – 5:27
9. Lionheart – 5:08
10. Morgane Le Fay – 5:08
11. Knights of the Cross – 5:12
12. Rebellion (The Clans Are Marching) – 4:39
13. Heavy Metal Breakdown – 7:35

## Twórcy
- Chris Boltendahl – śpiew
- Manni Schmidt – gitara
- Jens Becker – gitara basowa
- Stefan Arnold – perkusja
- Hans Peter Katzenburg – instrumenty klawiszowe